# Gaitelgrima di Puglia
Gaitelgrima di Puglia (o Guaidalgrima) (... – post 1127) fu duchessa di Puglia.
Figlia di Roberto di Alife conte di Alife e Caiazzo (e non di Giordano I o Giordano II di Capua), sorella di Rainulfo di Alife e Riccardo di Ravecanina.
Nel 1114 divenne moglie di Guglielmo II, duca di Puglia e Calabria e principe di Salerno. Guglielmo morì nel 1127 e, nella nitida testimonianza di Falcone di Benevento, la moglie, distrutta dal dolore, si recise i lunghi capelli in segno di lutto e li pose sul sarcofago del marito, ancor oggi visibile nell'atrio della cattedrale di Salerno.

## Leggenda
Da allora ogni 4 agosto, anniversario dell'evento, una farfalla dorata uscirebbe dal sarcofago e volerebbe tra le colonne dell'atrio prima di scomparire.